# Tha Phae
Tha Phae (em tailandês: อำเภอท่าแพ) é um distrito da província de Satun, no sul da Tailândia. É um dos 7 distritos que compõem a província. Sua população, de acordo com dados de 2012, era de 26 521 habitantes, e sua área territorial é de 197,25 km².
O distrito de Tha Phae foi criado em 1 de maio de 1976 e homologado em 4 de julho de 1994.